# هايدي دالتون
هايدي دالتون (بالإنجليزية: Heidi Dalton) هي دراجة جنوب أفريقية، ولدت في 21 مارس 1995 في ريتشاردز باي ‏ في جنوب أفريقيا.

## وصلات خارجية
- هايدي دالتون على موقع الاتحاد الدولي للدراجات (الإنجليزية)
- هايدي دالتون على موقع أرشيف الدراجات (الإنجليزية)
- هايدي دالتون على موقع إحصائيات الدراجات الإحترافية (الإنجليزية)
- هايدي دالتون على موقع نسبة الدراجات (الإنجليزية)
- هايدي دالتون على موقع اتحاد ألعاب الكومنولث (مؤرشف) (الإنجليزية)